# St. Marien (Hattstedt)

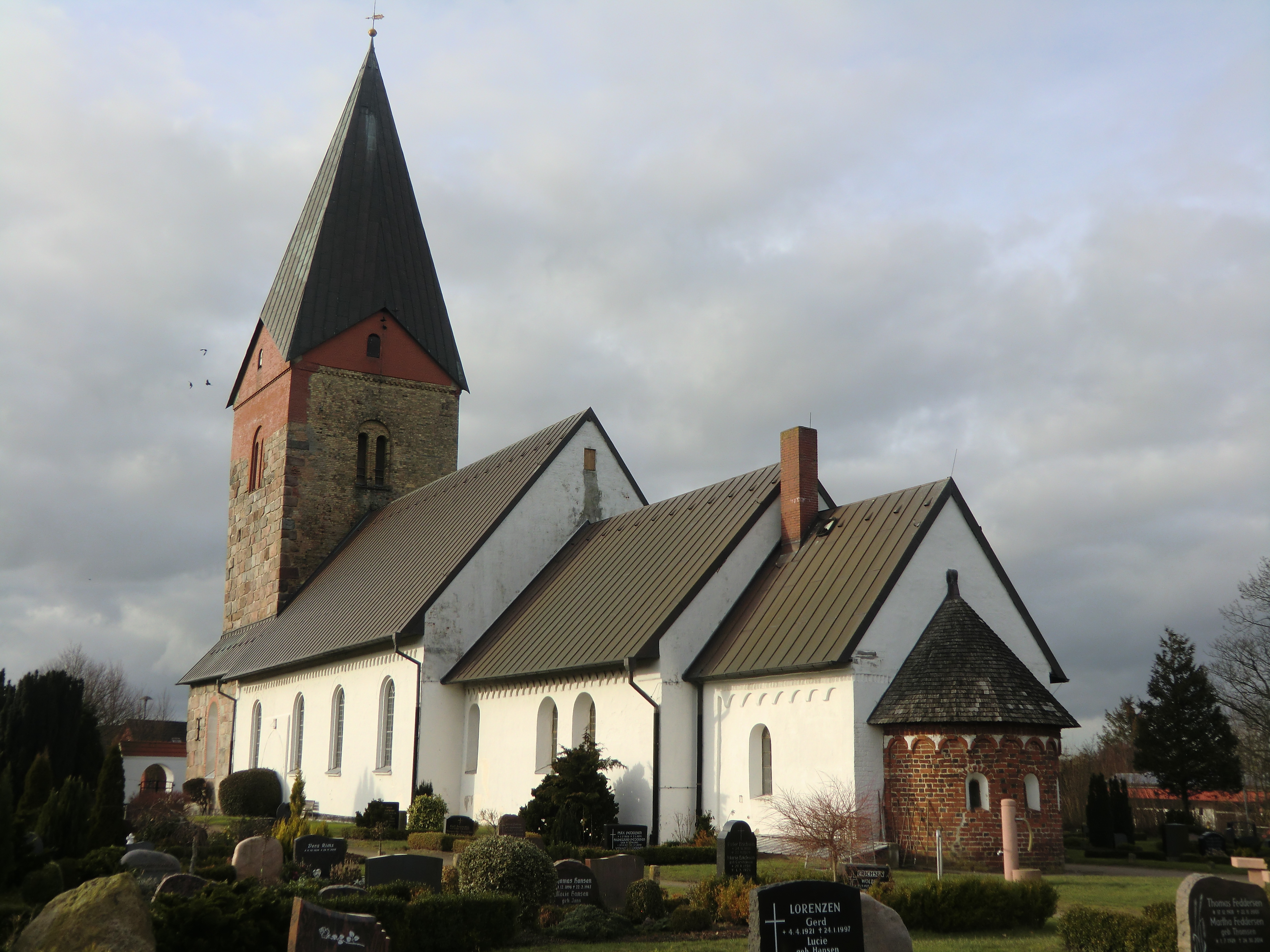
St. Marien, Ansicht von Südosten

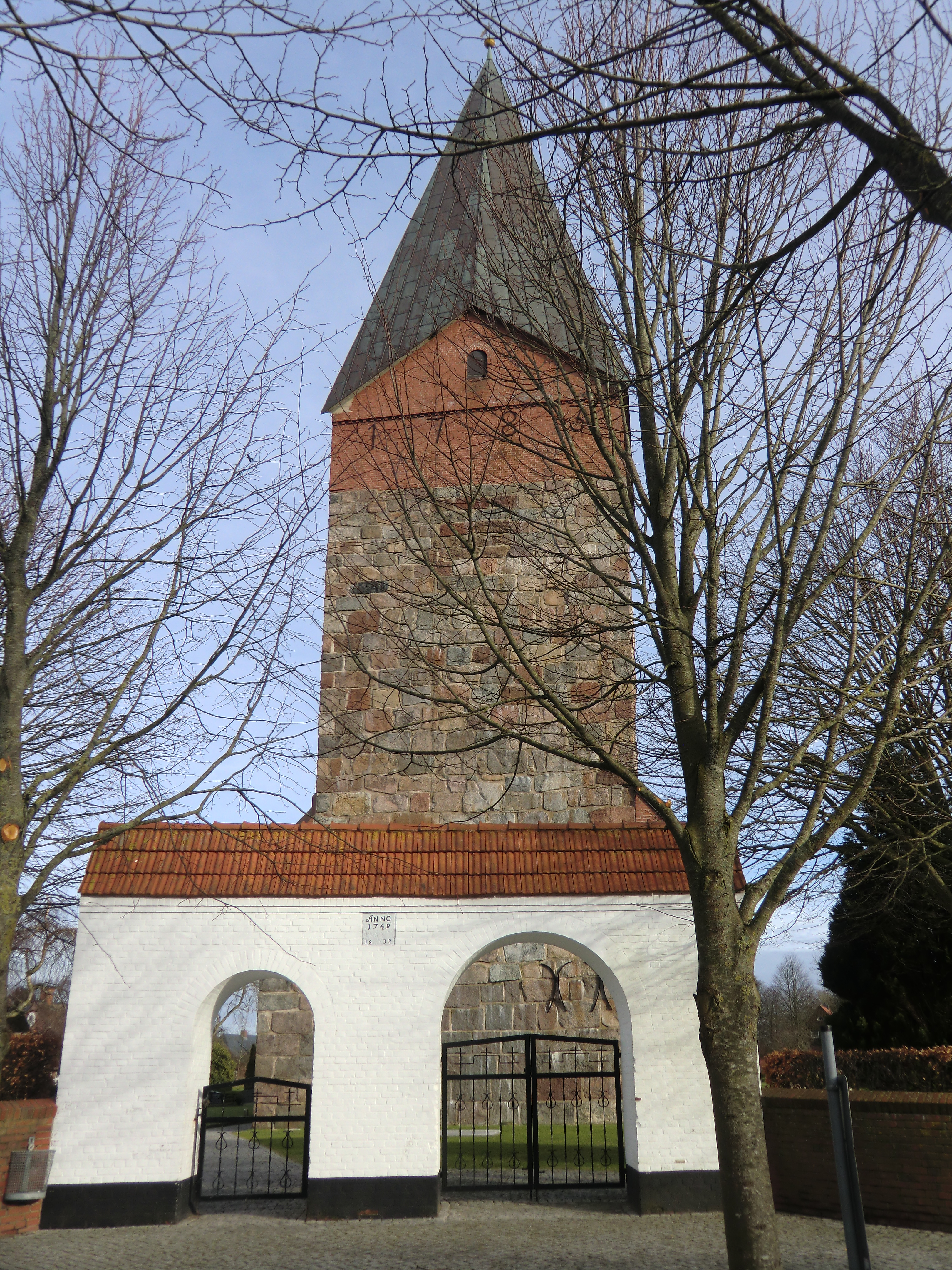
Kirchhofstor

Die evangelisch-lutherische St.-Marien-Kirche Hattstedt liegt in Hattstedt (Schleswig-Holstein). Zur Kirchengemeinde Hattstedt-Olderup zählen die Dörfer Hattstedt, Hattstedtermarsch, Wobbenbüll, Horstedt, Arlewatt und Olderup. (Fusion der Kirchengemeinden am 1. Januar 2022)

## Geschichte
Um 1200 wurde die romanische Kirche als einschiffiger Backsteinbau mit Chor und halbrunder Apsis errichtet. Wenig später wurde er durch ein längeres und breiteres Schiff erweitert und das ursprüngliche, nunmehr verkürzte Schiff dient seitdem als Chor, die Apsis als Sakristei.
Ende des 15. Jahrhunderts wurden weitere große Umbauten vorgenommen; unter anderem wurde der massive Turm errichtet. Die Süd- und Ostseite bestehen vorwiegend aus Quadersteinen, während die Nord- und Ostseite aus gelben Backsteinen errichtet wurden. Die Eingangsportale des Schiffes wurden zugemauert und das Hauptportal in das Westende des Turmes verlegt. 1964 wurde auch dieser Eingang zugemauert, und der Haupteingang ist heute das Nordportal.

## Ausstattung

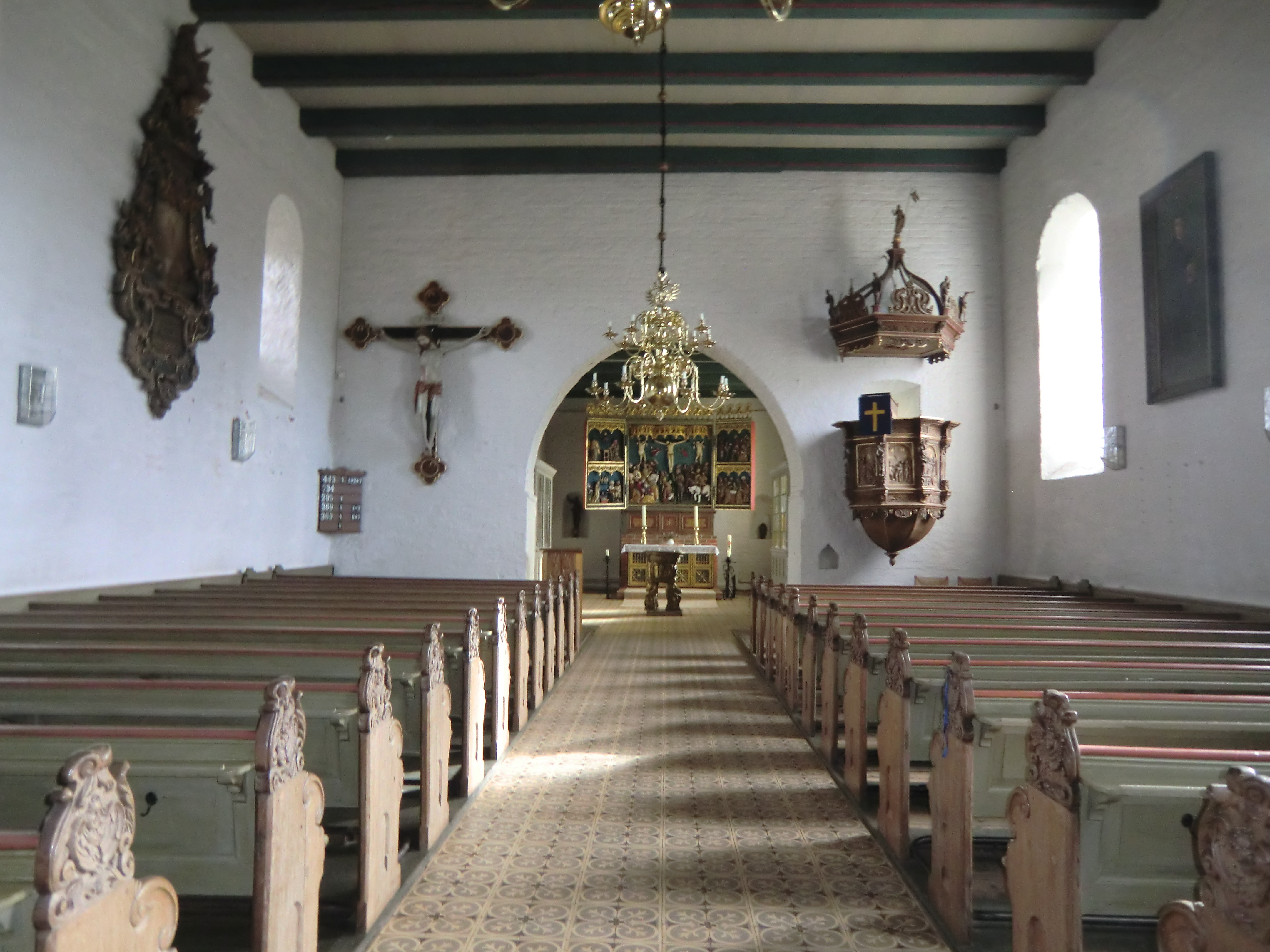
Blick durch das Langhaus nach Osten

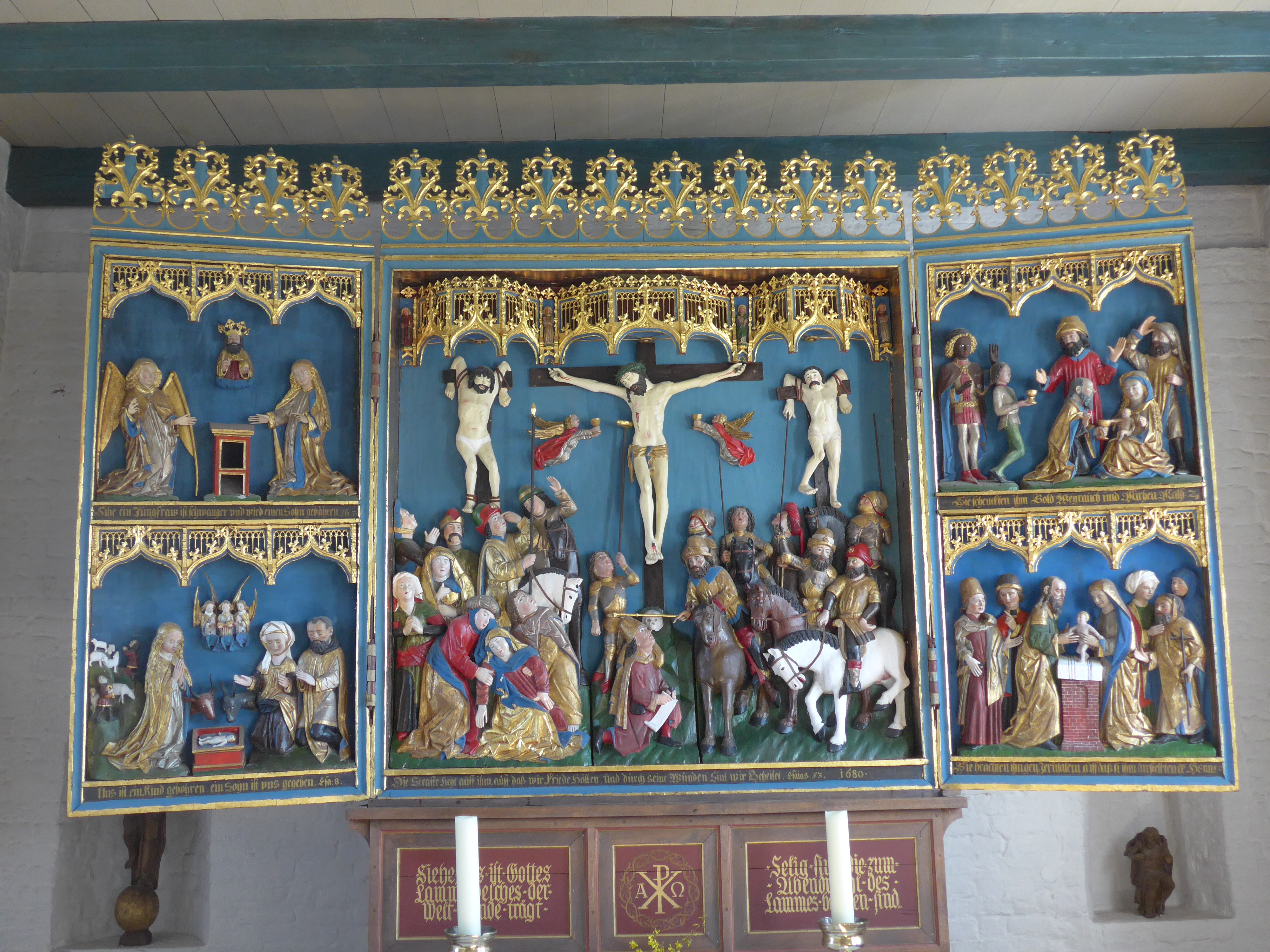
Flügelaltar

### Flügelaltar
Der gotische Flügelaltar stammt aus der Zeit um 1480. Der Mittelschrein enthält eine geschnitzte Kreuzigungsszene. In den Seitenflügeln stellen Reliefs links Verkündigung und Geburt Jesu, rechts seine Anbetung und Beschneidung dar. 1680 wurde unter jede Szene ein passendes Bibelzitat geschrieben. Am Karfreitag, wenn der Altar geschlossen ist, sind für die Gemeinde Johannes der Täufer und die Figur des Erlösers auf den um 1604 von Govert von Achten gemalten, später überarbeiteten Außenseiten sichtbar. Die mehrfach umgestaltete Predella trägt seit 1959 auf das Abendmahl hinweisende Bibeltexte.
Der Altartisch aus Klosterziegeln besitzt ein hölzernes Antemensale aus dem Ende des 15. Jahrhunderts mit Maßwerkfüllungen (vgl. Schobüll). Die ursprüngliche Fassung wurde 1959 abgebeizt, ehe das Antemensale farblich neugestaltet wieder am Altartisch angebracht wurde. Später wurde eine Vergoldung angebracht zur farblichen Angleichung an das Retabel.

### Sechs Apostelfiguren
Sie befinden sich an der Nordseite des Altarraumes und stammen wohl vom Ende des 13. Jahrhunderts. Ursprünglich gehörten zu der Apostelreihe, wie sie auch in anderen Kirchen im Westteil des Herzogtums Schleswig vorkommt, vermutlich alle zwölf Apostel und Christus. 1763 waren noch elf Figuren vorhanden, von den verbliebenen sechs sind lediglich Jakobus, Petrus und Johannes anhand ihrer Attribute zu identifizieren.

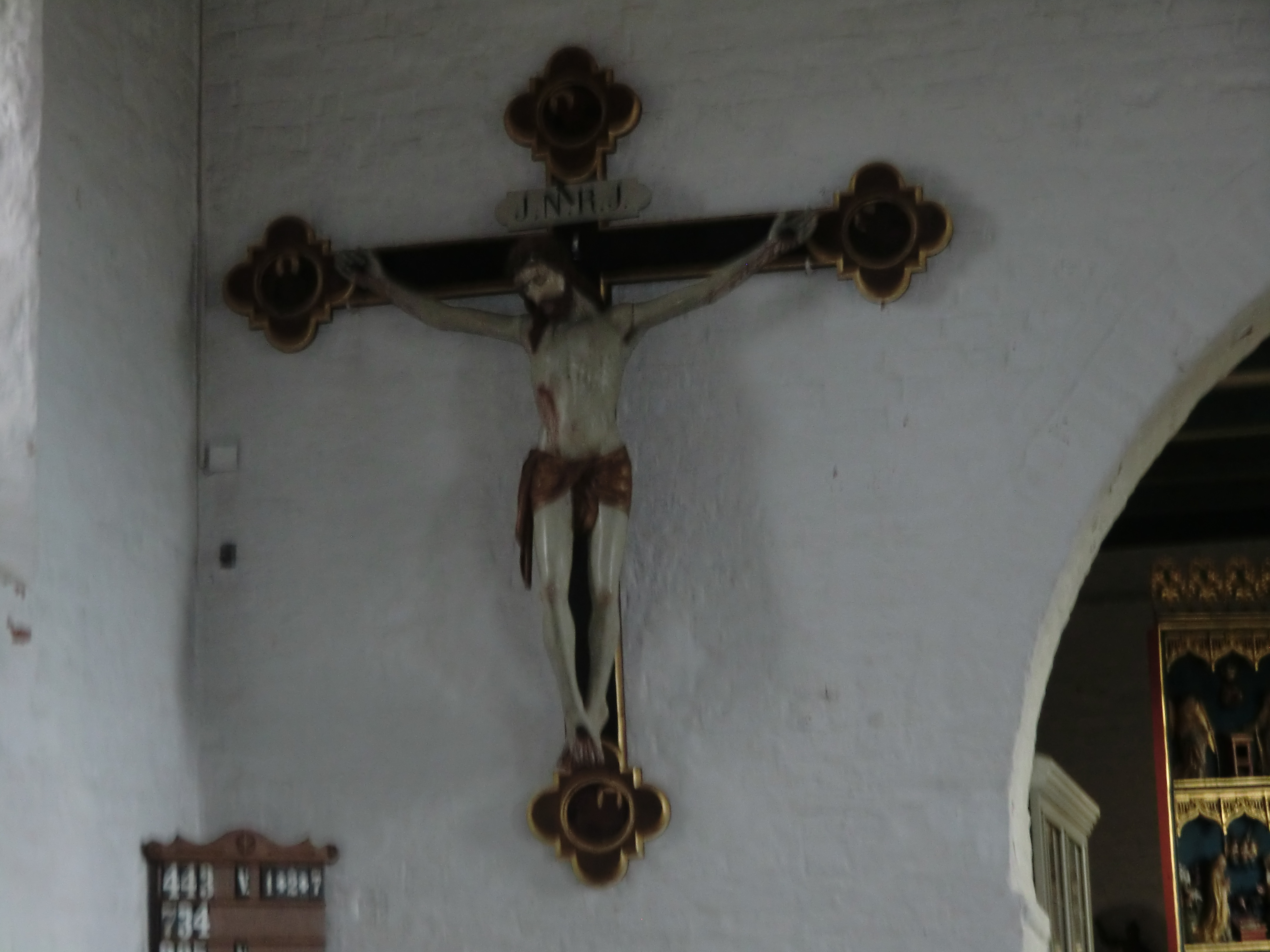
Triumphkreuz

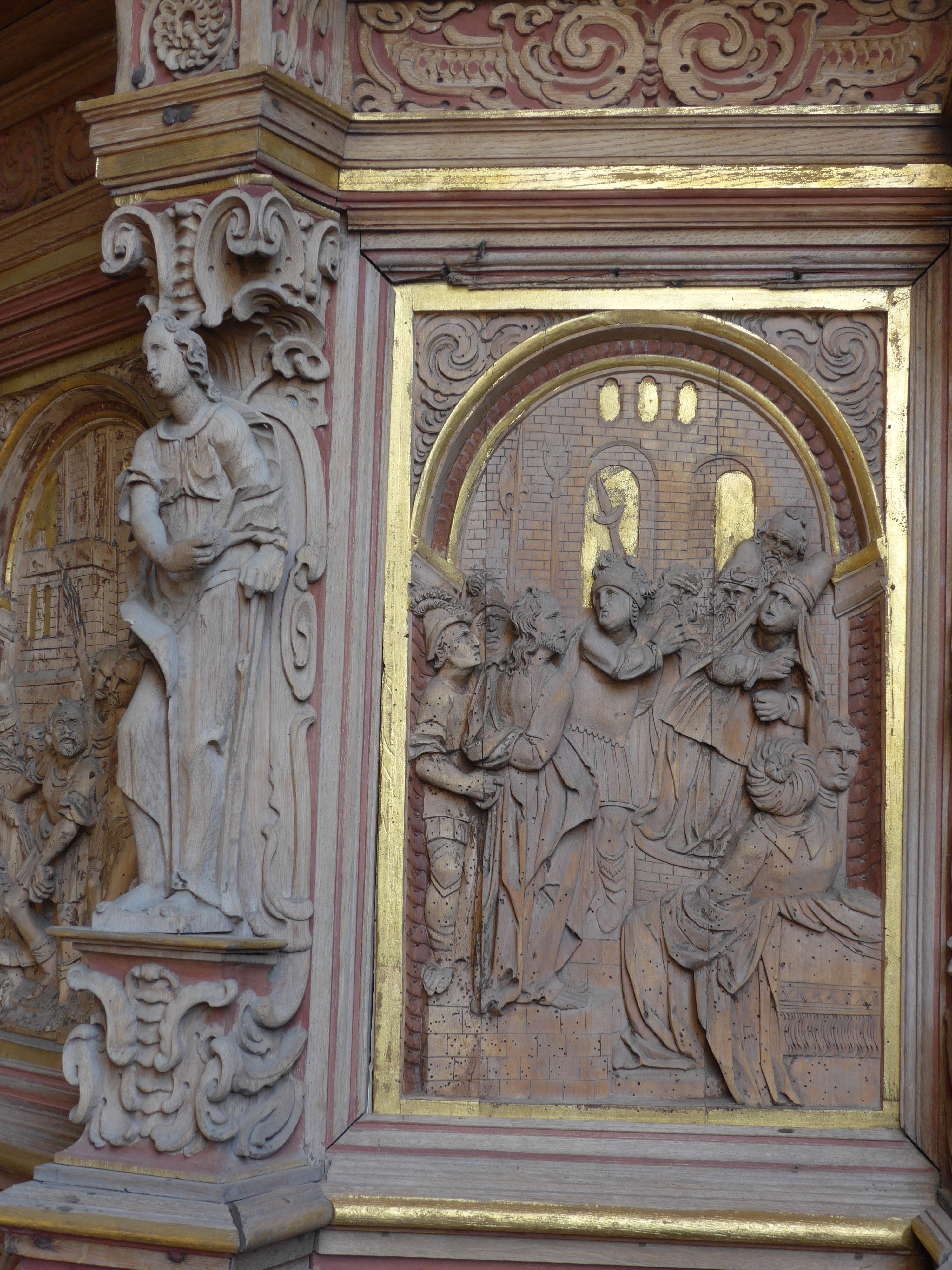
Detail der Kanzel von 1641, Jesus vor dem Hohenpriester

### Triumphkreuz
Die Figur des Gekreuzigten auf dem Triumphkreuz links vom Chorbogen stammt aus dem letzten Viertel des 15. Jahrhunderts. An den Kreuzenden sind die Symbole der vier Evangelisten dargestellt. Die Fassung wurde 1874/74 aufgetragen.

### Kruzifix
Neben dem Triumphkreuz hat sich die Schnitzfigur eines Gekreuzigten (Eiche, Maße: 59 × 58 × 15 cm) aus der Zeit um 1470 erhalten; vermutlich stammte sie von einem verlorengegangenen Altarkreuz. Mindestens zwei, heute nur noch in Resten erhaltene Farbschichten sind am Corpus nachweisbar.

### Taufbecken
Die von Lorenz Karstens in Husum gegossene Bronzetaufe aus dem Jahr 1647 wurde durch Harro Wolbersen gestiftet. Der Gießer benutzte die gleichen Gussformen wie am Becken für die Marienkirche seiner Heimatstadt. Ursprünglich verfügte die Kirche über ein aus dem 13. Jahrhundert stammendes Taufbecken aus gotländischem Sandstein, es steht zur Zeit als Leihgabe in der St.Lambertikirche von Mildstedt.

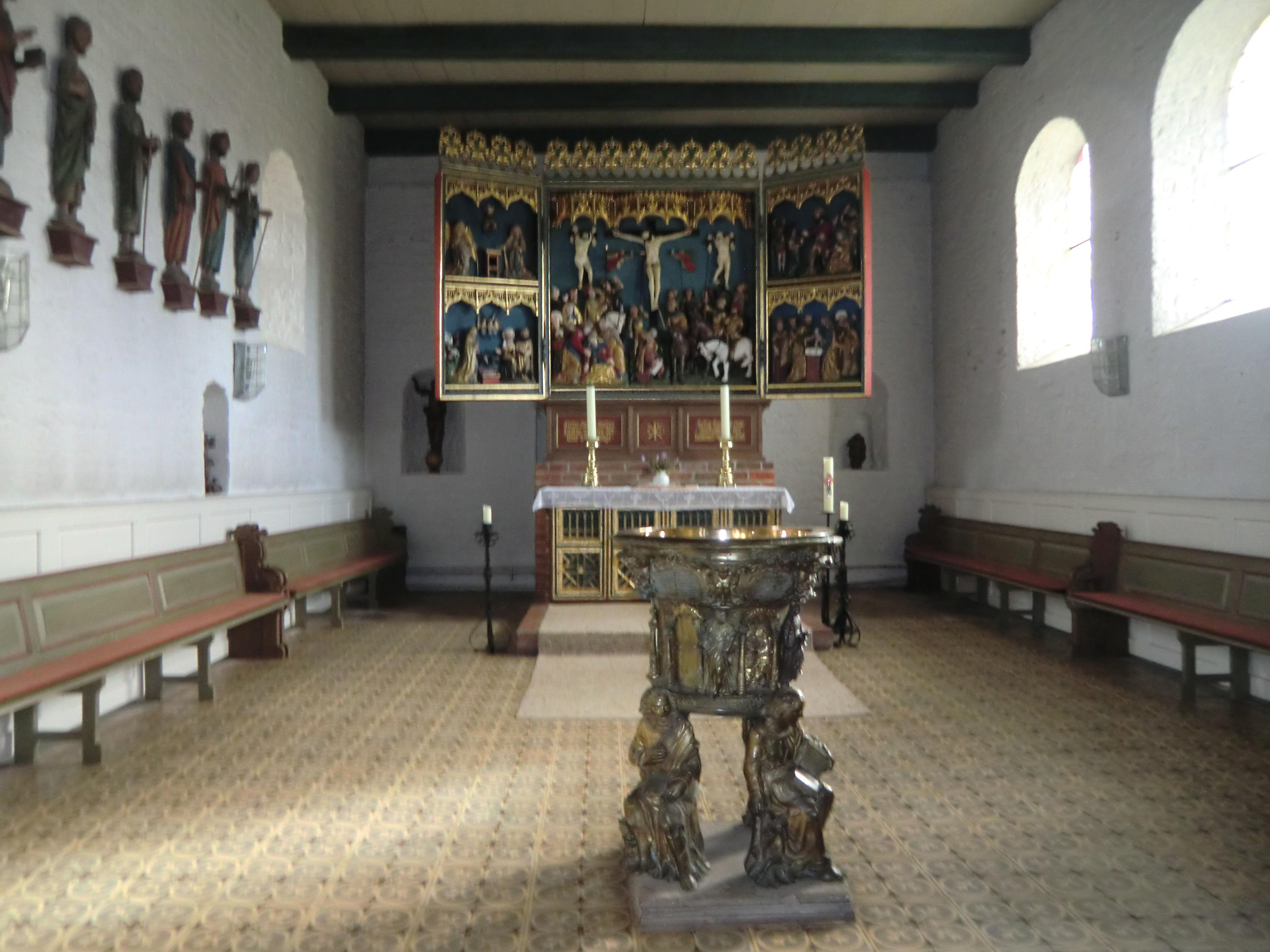
Altarraum mit Taufbecken

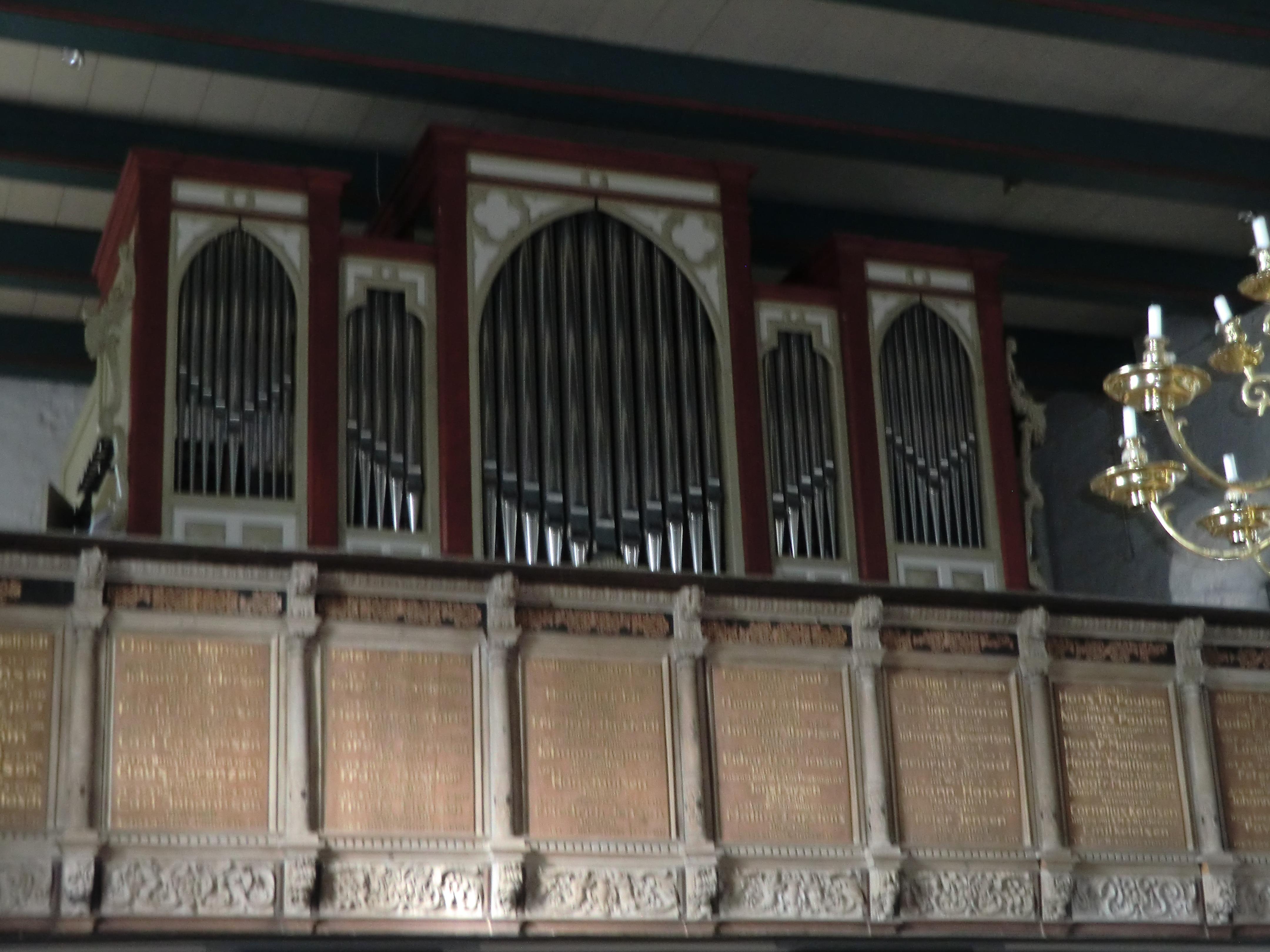
Orgel

### Kanzel
Die Kanzel wurde von Claus Heims geschnitzt. Er soll sich selber in einem Bildfeld porträtiert haben. 1641 wurde das Werk von den Nachkommen Ketel Wolbersens gestiftet. Von rechts nach links werden gezeigt: Christus vor Kajaphas, seine Geißelung, Kreuztragung und Kreuzigung. Die Personifikationen zwischen den Reliefs stehen für die christlichen Tugenden Hoffnung, Liebe und Glaube. Im Jahr 2001 wurde die Kanzel restauriert.

### Orgel
Die Orgel wurde 1874 von der Sparkasse Hattstedt gestiftet und von Marcussen & Søn erbaut. Ihre 14 Register sind auf zwei Manuale und ein Pedal verteilt. Technische Anlage und Gehäuse des Schleifladeninstruments befinden sich weitgehend im Originalzustand. Eine Renovierung wurde Pfingsten 1987 abgeschlossen.

### Bänke
Die Bänke sind aus dem Jahr 1702 und verfügen über eichene Gestühlswangen. Teile stammen aus dem 17. Jahrhundert. Auf der Empore sind die Gestühlswangen noch älter und stammen aus der Zeit vor 1650. Der Ersteller der Bänke ist unbekannt.

### Epitaphien
Das Epitaph Topsen aus dem Jahr 1607 an der Nordwand der Kirche wurde gestiftet von den Erben des Wolber Topsen und seiner Frau Wabbe Wolbers. Das Gemälde mit der Auferweckung des Lazarus stammt vom Gottorfer Hofmaler Marten von Achten, im oberen Teil ist Gottvater dargestellt. Die reich ornamentierte architektonische Rahmung entstand im Umkreis der Werkstatt des Flensburger Holzbildhauers Heinrich Ringerink. 2007 wurde das Epitaph restauriert.
Das  für  Katharina Ketelsen († 1653) gestiftete Epitaph an der Nordwand zeigt im gemalten Mittelbild die Auferstehung (vgl. das Altarbild in der Schobüller Kirche) und in der Bekrönung des opulenten Knorpelwerkrahmens den knienden Verfasser der Offenbarung des Johannes auf Patmos als geschnitzte Freiplastik.
An der Südwand, im Epitaph Paulsen von 1601, wurde 1874 das ursprüngliche Bild durch ein Gemälde von Friedrich Thomsen aus Husum ersetzt, das Christus am Ölberg zeigt, hier aber nicht die übliche Gruppe des kniend betenden Heilands mit den schlafenden Jüngern, sondern im Gestus der Ermahnung vor seinen Begleitern.

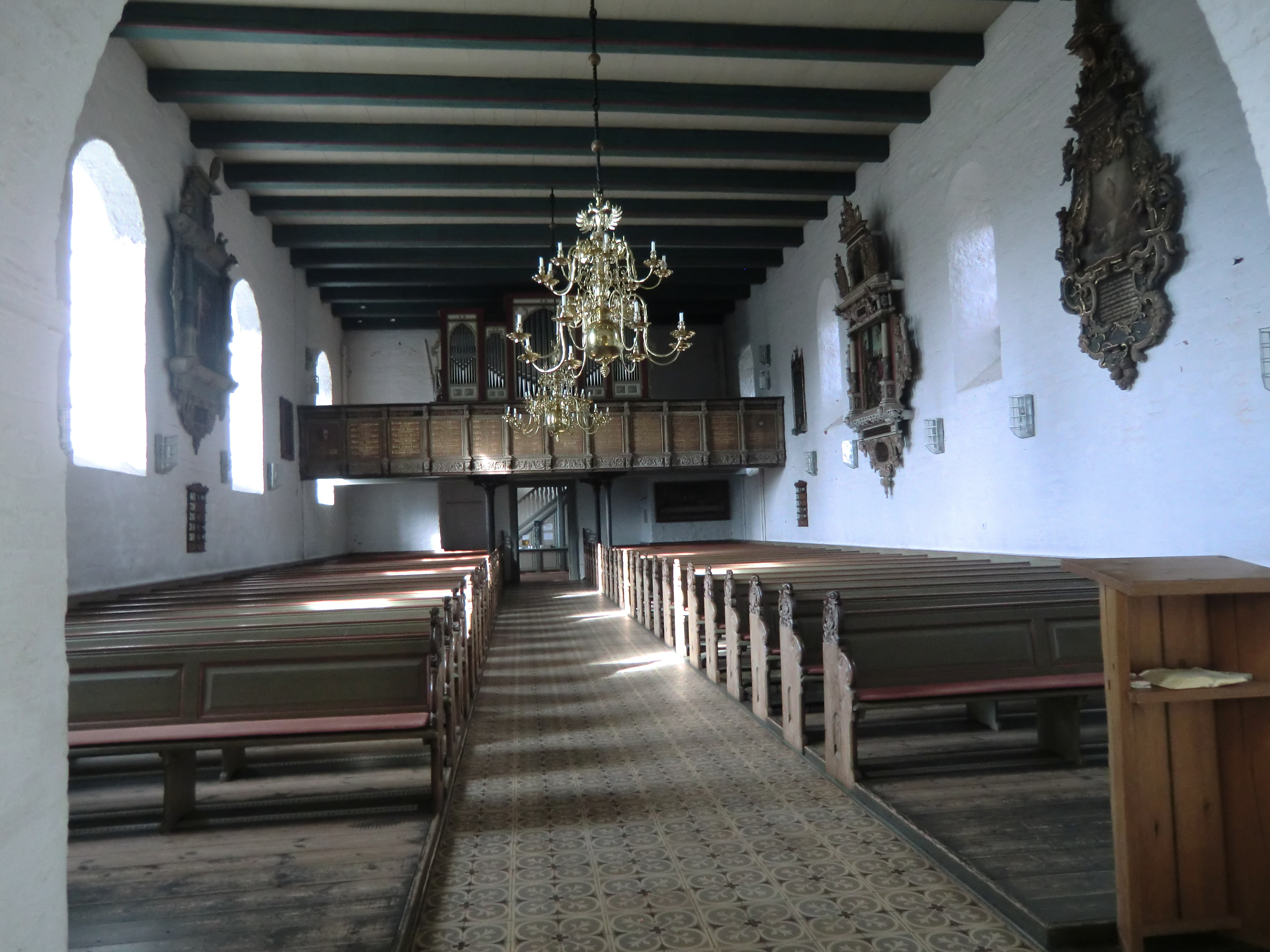
Blick durch das Langhaus nach Westen

### Kronleuchter
Von den beiden barocken Kronleuchtern aus Messing wurde der vor dem Chorbogen 1644 von Harre Paing, der andere 1654 von Ingwer Mummings zum Gedächtnis an seine Schwester Frow Wolbers gestiftet. Die zwei Leuchter zählen zu den ältesten in der Gegend. 1927 und 2000 wurden sie restauriert.

### Glocken
Es gibt zwei Glocken im Kirchturm. Die kleine wurde im 15. Jahrhundert das erste Mal restauriert. Die große wurde eingeschmolzen und komplett neu gegossen. Ende Mai 2007 wurden beide Glocken abgehängt und in die Abtei Maria Laach gebracht. Am 22. August 2007 wurde die große Glocke feierlich zurück in die St.-Marien-Kirche gebracht.

## Friedhof
Neben der Kirche ist ein großer Friedhof mit mehreren alten Grabsteinen. Einer gehört zum Deichgrafen Iwersen-Schmidt, der ein guter Bekannter Theodor Storms war und den er im Schimmelreiter als alten Deichgraf porträtiert. Der nordfriesische Dichter hat den Hattstedter Friedhof ebenso wie den Kirchturm in seinem Werk beschrieben.